# Capriccio pour piano et orchestre

Le Capriccio pour piano et orchestre a été écrit par Igor Stravinsky à Nice en 1926-1929. La partition a été corrigée en 1949.

## Contexte historique
Comme son Concerto pour piano et instruments à vent, il fait partie des pièces « alimentaires » que le compositeur a écrites durant la même période, conçues pour qu'il en soit lui-même l'interprète au clavier.
La pièce a été créée le 6 décembre 1929 par Ernest Ansermet et Stravinsky au piano. Elle comporte trois mouvements devant être joués sans discontinuité. Son exécution dure un peu moins de vingt minutes.

## Structure
- Presto
- Andante rapsodico
- Allegro capriccioso ma tempo giusto